# شيروود شفارتز
شيروود شفارتز (بالإنجليزية: Sherwood Schwarz)‏ هو شخصية أعمال أمريكي، ولد في 1930.